# Nikolai Dmitrijewitsch Grigorjew

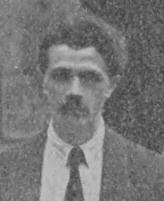
Nikolai Grigorjew, 1925

Nikolai Dmitrijewitsch Grigorjew (russisch Николай Дмитриевич Григорьев; * 14. August 1895 in Moskau; † 10. November 1938 ebenda) war ein russisch-sowjetischer Schachspieler, -organisator und Komponist von Endspielstudien.

## Leben
Grigorjews Vater war Violinist und spielte mehrere Jahrzehnte im Orchester des Bolschoitheaters.
In seiner Kindheit konnte Grigorjew ausgezeichnet Geige spielen und gut zeichnen.
Aber außer Musik und Malerei interessierten ihn auch die exakten Wissenschaften Mathematik und Astronomie. Grigorjews Großvater war ein armenischer Priester.
1914 beendete Grigorjew seine Schulausbildung in einem Moskauer Gymnasium und schrieb sich an der physikalisch-mathematischen Fakultät der Moskauer Universität ein.
1917 wurde er an die Front eingezogen und musste sein Studium abbrechen.
Nach einer schweren Erkrankung und seiner Genesung arbeitete er in verschiedenen staatlichen Einrichtungen und ab 1920 als Mathematiklehrer an Schulen.
Grigorjew starb 1938 in Moskau an den Folgen einer Infektion, die er bei einer appendizitisbedingten Blinddarmoperation bekam. Alexander Herbstman führte den Tod darauf zurück, dass 1938 die medizinische Versorgung unausgereifter und noch kein Penicillin bekannt war.

## Turnierschach
Mit 14 Jahren begann Grigorjew, sich mit Schach zu befassen und wurde bald ein starker Spieler.
Eine Partie gegen Aljechin, gespielt 1915 in Moskau, kam in Aljechins Familienjournal Schachmatny Westnik. In einer später angegebenen Variante zur Partie befanden sich nach 23 Zügen und drei Bauernumwandlungen fünf Damen auf dem Brett (siehe dazu auch den Artikel MacCutcheon-Variante).
In der All-Russischen Schacholympiade 1920, dem ersten bedeutenden Turnier nach der Revolution, belegte Grigorjew den 5.–7. Platz, obwohl er gleichzeitig unter schwierigsten Bedingungen die Durchführung der Veranstaltung absicherte. 1921 spielte er ein Match gegen den späteren Schachweltmeister Aljechin (+0 =5 −2).
Grigorjew gewann viermal die Meisterschaft von Moskau (1921, 1922, 1924 und 1930), ständig spielte er in den UdSSR-Meisterschaften.
In der fünften 1927 erfüllte er die nationale Meisternorm, 1929 teilte er sich in Leningrad den 1.–2. Platz mit Romanowski im Internationalen Arbeiterturnier.
Seine beste historische Elo-Zahl von 2610 erreichte Grigorjew im Januar 1922, womit er unter den besten 14 Spielern weltweit rangierte.

## Redakteur und Organisator
1922 gründete Grigorjew in der Iswestija, einer der auflagenstärksten zentralen Tageszeitungen, eine Schachecke. Sie war die erste wöchentlich erscheinende Schachpublikation des Landes.

## Studie
Grigorjew komponierte mehr als 300 Studien und galt insbesondere als Spezialist für Bauernendspiele.
|   | a | b | c | d | e | f | g | h |   |
| 8 |   |   |   |   |   |   |   |   | 8 |
| 7 |   |   |   |   |   |   |   |   | 7 |
| 6 |   |   |   |   |   |   |   |   | 6 |
| 5 |   |   |   |   |   |   |   |   | 5 |
| 4 |   |   |   |   |   |   |   |   | 4 |
| 3 |   |   |   |   |   |   |   |   | 3 |
| 2 |   |   |   |   |   |   |   |   | 2 |
| 1 |   |   |   |   |   |   |   |   | 1 |
|   | a | b | c | d | e | f | g | h |   |

Die in der Diagrammstellung abgebildete Studie Grigorjews erschien erstmals im Jahr 1930 in der sowjetischen Schachzeitschrift 64. In diesem Bauernendspiel entscheidet das korrekte Vorrücken der Freibauern über den Partieausgang. Fehlerhaft wäre der weiße Bauernvorstoß 1. h2–h4, zwar kann Schwarz mit dem König die Umwandlung des Bauern nicht aufhalten, führt jedoch seinerseits nach 1. … d7–d5 seinen freien d-Bauern zur Dame, wonach die Partie ausgeglichen stünde. Mit dem korrekten Zug
1. f2–f4
nutzt Weiß die Stellung des gegnerischen Königs auf a3 aus, da er droht, mit Schachgebot auf f8 einzuziehen, wonach der schwarze d-Bauer nicht über das Feld d2 hinaus käme. Der schwarze König muss sich deshalb dem f-Bauern bzw. dessen Umwandlungsfeld f8 annähern:
1. … Ka3–b4, mit der geplanten Route c5–d6–e7, außerdem räumt der König den Weg für den a-Bauern, auf etwa 2. Kh1–g2 folgt a7–a5. Es entscheidet nun aber der zweite weiße Freibauer auf der h-Linie, der im Wechselspiel mit dem f-Bauern den schwarzen König und d-Bauern überfordert:
2. h2–h4 d7–d5, da der schwarze König sich im Quadrat des f-Bauern befindet, kann er seinen Freibauern vorrücken.
3. f4–f5 Kb4–c5
4. h4–h5 d5–d4
Auf einen Zug des f-Bauern muss der König nachrücken, um die Umwandlung zu unterbinden. Zieht der weiße h-Bauer, tut es ihm der schwarze Freibauer gleich, dies wiederholt sich bis zum Finale:
5. f5–f6 Kc5–d6
6. h5–h6 d4–d3
7. f6–f7 Kd6–e7
8. h6–h7 d3–d2
Die folgenden beiden Umwandlungen mit Schachgebot sichern den Sieg, Schwarz findet keine Zeit, seinen Freibauern zu verwerten:
9. f7–f8D+ Ke7xf8
10. h7–h8D+ und die Dame erobert nach weiterem Dh8–d4 den Bauern d2.